# План внедрения
План внедрения - последовательность действий или шагов, которые должны выполняться, чтобы произвести изменения в целевую систему среды. Отдельные операции в рамках плана внедрения могут быть выполнены вручную или автоматически. Планы внедрения, как правило, четко определены и утверждены до даты внедрения. В ситуациях, когда существует высокий потенциальный риск провала в целевой системе среды, планы внедрения возможно отрепетировать, чтобы убедиться в отсутствии проблем в ходе фактического внедрения. Структурированные повторяющиеся внедрения являются также основными кандидатами для автоматизации, которые определяют высокое качество и эффективность.

## Цели планирования внедрения
Цель планирования внедрения - гарантировать, чтобы изменения, реализованные в целевой системе среды, осуществлялись в структуре и повторяемым образом, в целях снижения риска провала.
Цель выпуска и планирования внедрения - это:
- Определить и согласовать выпуск и планы внедрения с клиентами/заинтересованными сторонами.
- Убедиться, что каждый пакет состоит из набора соответствующих активов и сервисных компонентов, которые совместимы друг с другом.
- Убедиться, что целостность пакета выпуска и его состав компонентов сохраняется в течение всего переходного процесса и точно зафиксированы в системе управления конфигурацией.
- Убедиться, что все выпуски и пакеты внедрения могут быть отслежены, установлены, протестированы, проверены, и/или удалены или отложены, если это необходимо.
- Убедиться, что изменения управляемы в процессе выпуска и деятельности внедрения.
- Регистрировать и управлять отклонениями, рисками, вопросами, связанные с новой или измененной услугой, и принимать необходимые корректирующие действия.
- Убедиться, что передача знаний позволяет клиентам и пользователям оптимизировать использование сервиса для поддержки их бизнес-деятельности.
- Убедиться, что навыки и знания передаются от операций на сопровождающих сотрудников, позволяющие им эффективно и продуктивно распространять, поддерживать и обеспечивать услуги, в соответствии с требованиями гарантий и уровня обслуживания.

## Модель плана внедрения
Модель внедрения - это несвязанный план внедрения, который определяет этапы выполнения, но не профили и системы. Модели внедрения - это формы, от которых планы внедрения могут быть созданы.
Типичная информация, получаемая на каждом шагу, в плане внедрения:
- Порядковый номер
- Название действия
- Описание деятельности
- Подготовленная инструкция
- Начальная дата и время
- Ожидаемая продолжительность
- Зависимые действия
- Ответственный ресурс